# Horst Körner (Politiker)
Horst Körner (* 10. September 1935 in Neudorf bei Kreuzburg/Oberschlesien) ist ein niedersächsischer Politiker (CDU) und Mitglied des Niedersächsischen Landtages.
Körner legte zunächst die Mittlere Reife ab und besuchte das Gymnasium in Salzgitter-Bad. Er begann nach seiner Schulausbildung seine mittlere Beamtenlaufbahn bei der Deutschen Bundesbahn. Über den Zeitraum von zwanzig Jahren war er freiberuflicher Mitarbeiter der Braunschweiger Zeitung (Salzgitter-Zeitung). Ferner wurde er Mitglied der Jungen Union und trat 1964 der CDU bei. Körner wurde zum Mitglied des Aufsichtsrates der Wohnungsbaugesellschaft mbH in Salzgitter ernannt sowie zum zweiten Vorsitzenden des Harzclub-Zweigvereins Salzgitter. Ferner war er Vorstandsmitglied der Bildungsvereinigung „Arbeit und Leben“ in Salzgitter.
Körner wurde zum Mitglied des Ortsrates Salzgitter-Süd im 1972 gewählt. Im Jahr 1981 wurde er Ortsbürgermeister von Salzgitter. In der Stadt Salzgitter zog er 1976 als Mitglied in den Rates der Stadt. Ferner war er Mitglied des Niedersächsischen Landtages in der neunten Wahlperiode vom 27. Januar 1982 bis 20. Juni 1982.